# 多気町町営バス

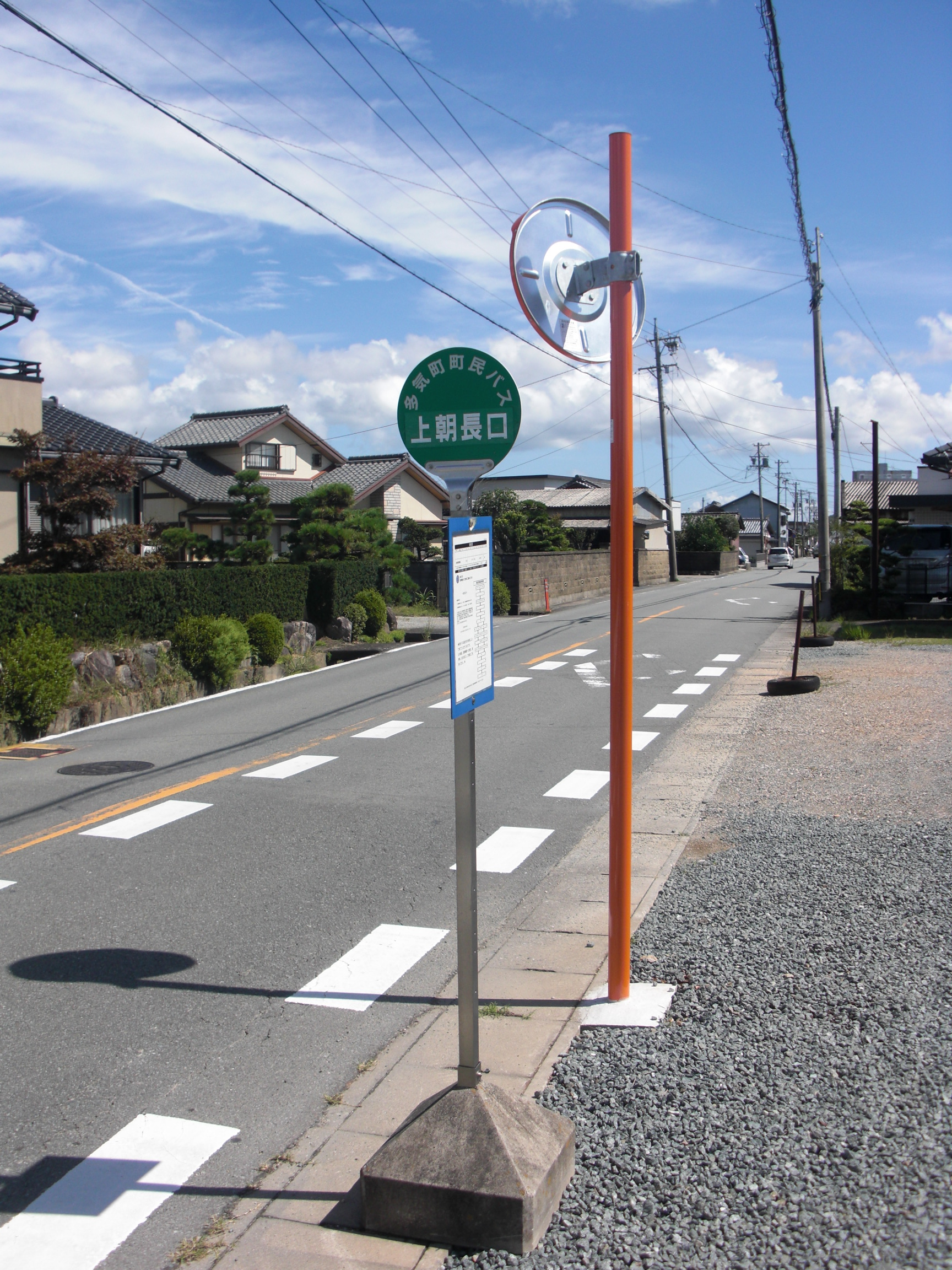
多気町町営バスのバス停（上朝長口バス停、多気町多気）
前身の「多気町町民バス」のままになっている。

多気町町営バス（たきちょうちょうえいバス）は、三重県多気郡多気町で運行しているコミュニティバスである。2009年（平成21年）4月に多気町町民バスと多気町巡回バスを統合して発足した。

## 概要
幹線バスと予約運行小型バス（愛称「でん多」）の2種類の運行方式を採用している。

## 現行路線

### 幹線バス
三重交通に委託し、1日上下各5便を運行。土・日・祝日、年末年始（12月30日 - 1月4日）は運休。
| 経由地   | 経路 | 本数 |
| -------- | --- | --- |
| 相可高校 | 元丈の館 - 波多瀬保育園 - 大石 - 勢和振興事務所 - 丹生大師 - 津留 - 四疋田東 - 相可高校前 - 相可駅 - 多気駅                    | 勢和方面行き1日1便、 多気方面行き1日2便＜ このほか、多気駅→相可駅→相可高校→多気町役場が設定されている。 |
| 天啓の里 | 波多瀬保育園 - 大石 - 勢和振興事務所 - 丹生大師 - 津留 - 四疋田西 - 天啓の里 - 多気町役場 - クリスタルタウン - 相可駅 - 多気駅 | 勢和方面行き1日4便、 多気方面行き1日3便。                                                               |

### 予約運行小型バス
運行は2021年7月現在三重近鉄タクシーに委託されている。利用には電話での予約が必要で、多気町民のみ利用できる。
| 路線名             | 経路 | 本数                                          | 備考 |
| ------------------ | --- | --------------------------------------------- | --- |
| 1.西相鹿瀬線       | （相可駅 - 多気町役場 - ）西相鹿瀬 - 野中 - 土羽口 - 多気駅                                                                      | 役場方面行き1日2便、 多気駅方面行き1日2便。   | この路線のみ定期運行便（予約不要）相可駅方面行き・多気駅方面行きがそれぞれ1本ずつ設定されている。 相可駅 - 西相鹿瀬間は運行しない便あり。 |
| 2.西池上・下佐奈線 | 多気駅 - 西池上公民館 - 西山公民館 - 仁田（ - クリスタルタウン - 多気町役場 - 相可駅）                                           | 相可駅方面行き1日2便、 多気駅方面行き1日2便。 | 多気駅行きは仁田発の便あり。 |
| 3.上佐奈線         | 相可駅 - 多気町役場 - クリスタルタウン - 佐奈駅 - 前村東 - 長谷公民館                                                            | 相可駅方面行き1日2便、 長谷方面行き1日2便。   | |
| 4.五桂・井戸谷線   | 多気町役場 - クリスタルタウン - 五桂多目的集会所 - ふるさと村前 - 五桂多目的集会所 - 井戸谷 - 佐奈小学校前 - 多気町役場 - 相可駅 | 左回り1日2便、 右回り1日2便。                 | 役場より五桂方面が右回り、 相可駅・役場より井戸谷方面が左回り。 右回りは五桂多目的集会所発あり。                                          |
| 5.出江線           | 勢和振興事務所 - 下出江 - 中央保育園前 - 上出江 - 中央保育園前 - 勢和振興事務所                                                  | 右回り1日2便、 左回り。                       | 振興事務所より下出江方面が右回り、 上出江方面が右回り。                                                                                   |
| 6.朝柄・三養線     | 勢和振興事務所 - 上朝柄 - 車川 - 色太集会所前 - 茶屋ノ広 - 星ケ丘 - 古江 - 勢和振興事務所                                        | 左回り1日3便、 右回り1日2便。                 | 星ヶ丘方面が左回り、 車川方面が右回り。 車川方面行き右回りは星ヶ丘発あり。                                                                |

## 料金
- 大人：200円、小人（義務教育終了前まで）：無料。
  - ただし70歳以上・生活保護受給者・障害者とその介助者は半額免除券提示で100円となる。（原則、多気町民のみ適用）
- 回数券（11枚つづり）・定期券（幹線バスのみ）あり。

## 歴史
- 1997年4月1日：多気町町民バス運行開始
- 2001年8月1日：勢和村営バス運行開始。
- 2006年1月1日：多気町・勢和村が合併して多気町が発足。勢和村村民バスを多気町町民バスに統合。勢和村営バスが多気町巡回バスに移行。
- 2009年4月1日：多気町町民バスと多気町巡回バスを統合し、多気町町営バス運行開始。
- 2010年4月1日：時刻表改正。

## 車両
幹線バスおよび予約運行小型バスの西相鹿瀬線定期運行便はバスを、その他の定期運行小型バスはセダンまたはジャンボタクシーを使用している。